# Irtysch Omsk
Der FK Irtysch Omsk (russisch Футбольный Клуб Иртыш Омск, Futbolny Klub Irtysch Omsk) ist ein russischer Fußballverein aus der sibirischen Millionenstadt Omsk. Er wurde bereits 1946 gegründet und spielt aktuell in der 2. Liga Division A.

## Geschichte
Der Klub gehört zu den ältesten und populärsten Klubs Sibiriens. Zwischen 1946 und 1949 spielte der Verein in der höchsten Spielklasse der UdSSR. Sein erstes Spiel bestritt der Verein als Klylja Sowjetow am 9. Juni 1946 gegen Prokopjewsk, Omsk gewann 6:0. Ab 1947 bis 1948 trat der Klub als „Mannschaft des Baranowwerks“ an. Ab der Saison 1949 hieß der Klub Bolschewik und beendete die Saison als elfte von 14 Mannschaften. Nach dieser Spielzeit legte der Klub eine Pause ein und trat nur noch zu Amateurspielen an. Die Saison 1957 spielte der Verein als Krasnaja Swjesda. Am Ende des Jahres 1957 stand der Verein auf dem vierten Platz der Klasse B, der zweithöchsten Liga der Sowjetunion, in der Zone Fernost. Ein Jahr später änderte die Mannschaft ein weiteres Mal ihren Namen, diesmal in Irtysch. Von 1958 bis 1965 spielte der Klub in der Klasse B Zone Fernost. Zweimal wurde er Meister, 1960 und 1965 und ebenfalls zweimal Zweiter, 1963 und 1964. Von 1966 bis 1969 konnte deshalb in der 2. Gruppe der Klasse A gespielt werden. Dort wurde in der vierten Untergruppe die Goldmedaille erspielt. Im Final unter den Siegern aller vier Untergruppen, ließ nur das schlechtere Torverhältnis „Irtysch“ auf den 3. Platz fallen.
Zwischen 1970 und 1991 spielte der Verein mit Ausnahme von der Saison 1981, die er in der ersten Liga (2. Liga) spielte, in der zweiten Liga (3. Liga) der Sowjetunion. 1981 konnte außerdem der Cup der Russischen Sozialistischen Föderativen Sowjetrepublik gewonnen werden.
Nach 1991 spielte die Mannschaft von 1992 bis 1995 in der 1. Liga. Die besten Ergebnisse waren hier 1992 und 1993 jeweils der zweite Platz. Die Saison 1996 spielte man in der 2. Liga, man konnte sich jedoch in die erste zurückkämpfen, wo man noch zwei Jahre spielte. Seit 1999 gehörte der Klub bis 2009 der 2. Liga Zone Fernost an. Nach dem Abstieg 2010 spielt der Club in der 2. Liga.

## Rekorde
Der jetzige Trainer des Klubs ist gleichzeitig dessen Rekordspieler. Er absolvierte 481 Spiele für den Verein. Rekordtorschütze ist Marat Mulaschow mit 117 Toren. Der höchste Sieg der Mannschaft war ein 8:0 gegen Spartak Samarkand im Jahr 1965.

## Stadion
Die Heimspiele bestreitet der FK Irtysch Omsk im 1966 erbauten Stadion Krasnaja Swjesda. Das Stadion fasst 9.000 Zuschauer, hat Naturrasen und Flutlicht. Spiele während des Rasenaustauschs 2009 und Trainings wurden/werden in der 3.000 Zuschauer fassenden und 2006 erbauten Krasnaja Swjesda Manege durchgeführt.

## Namen
- 1946: Krylja Sowjetow
- 1947–1948: Mannschaft des Baranowwerks
- 1949: Bolschewik
- 1957: Krasnaja Swjesda
- 1958–2006: Irtysch
- 2006–2008: Irtysch-1946
- seit 2009: Irtysch